# Закон нуля или единицы
Закон нуля или единицы — утверждение в теории вероятностей о том, что всякое остаточное событие, то есть событие, наступление которого определяется лишь сколь угодно удалёнными элементами последовательности независимых случайных событий или случайных величин, имеет вероятность нуль или единица. Закон открыт Андреем Николаевичем Колмогоровым, поэтому иногда называется в его честь.

## Формулировка
Пусть дано вероятностное пространство {\displaystyle (\Omega ,\;{\mathcal {F}},\;\mathbb {P} )} и определённая на нём последовательность независимых случайных величин {\displaystyle \{X_{n}\}_{n=1}^{\infty }} (не обязательно одинаково распределённых). Пусть {\displaystyle {\mathcal {F}}_{\infty }} — её остаточная {\displaystyle \sigma }-алгебра, то есть
{\displaystyle {\mathcal {F}}_{\infty }=\sigma \left(\bigcap \limits _{m=1}^{\infty }\bigcup \limits _{n\geqslant m}{\mathcal {F}}_{n}\right),}
где {\displaystyle {\mathcal {F}}_{n}} есть {\displaystyle \sigma }-алгебра, порождённая случайной величиной {\displaystyle X_{n}}.
Тогда если {\displaystyle A\in {\mathcal {F}}_{\infty }}, то {\displaystyle \mathbb {P} (A)=0} или {\displaystyle \mathbb {P} (A)=1}.
Другими словами, {\displaystyle A} — остаточное событие, если оно измеримо относительно {\displaystyle \sigma }-алгебры, порождённой случайными величинами {\displaystyle \{X_{n}\}_{n=1}^{\infty }}, но независимо от любого конечного подмножества этих величин. Согласно теореме, такое событие имеет вероятность ноль или единица.

## Пример
Пусть {\displaystyle \{X_{n}\}_{n=1}^{\infty }} — последовательность независимых случайных величин. Тогда ряд
{\displaystyle \sum \limits _{n=1}^{\infty }X_{n}}
сходится или расходится почти наверное, поскольку никакое конечное подмножество членов ряда не может изменить его сходимость. Если же все члены ряда считать положительными, то событие «ряд сходится к величине, меньшей 1» не является остаточным, так как оно зависит от величины первого члена ряда .